# Ignacio González Barón
Jorge Ignacio González Barón (Trinidad, Uruguay, 22 de diciembre de 1983) es un exfutbolista uruguayo. Que jugaba de defensa central.
Logró el campeonato en Uruguay con Defensor Sporting Club en 2008 y logró el ascenso a la Primera División del Fútbol Argentino dos veces; con Chacarita Juniors en la temporada 2009 y con San Martín de San Juan en la temporada 2010.

## Clubes
| Club                               | País      | Año         |
| ---------------------------------- | --------- | ----------- |
| Liverpool                          | Uruguay   | 2003 - 2004 |
| Cerrito                            | Uruguay   | 2005 - 2007 |
| Defensor Sporting                  | Uruguay   | 2007 - 2008 |
| Chacarita Juniors                  | Argentina | 2008 - 2009 |
| San Martín SJ                      | Argentina | 2009 - 2010 |
| Durazno                            | Uruguay   | 2010        |
| Talleres                           | Argentina | 2011        |
| El Tanque Sisley                   | Uruguay   | 2011 - 2012 |
| Mitre                              | Argentina | 2012 - 2014 |
| Unión Aconquija                    | Argentina | 2014 - 2015 |
| Universitario Sucre                | Bolivia   | 2015        |
| Deportivo La Guaira                | Venezuela | 2015 - 2016 |
| Fénix                              | Uruguay   | 2016        |
| Zamora FC                          | Venezuela | 2017 - 2019 |
| Güemes                             | Argentina | 2019        |
| Zamora FC                          | Venezuela | 2020 - 2021 |
| Club Atlético Progreso (Canelones) | Uruguay   | 2023        |

## Palmarés

### Títulos nacionales
| Título              | Club      | País      | Año  |
| ------------------- | --------- | --------- | ---- |
| Campeonato Uruguayo | Defensor  | Uruguay   | 2008 |
| Copa Venezuela      | La Guaira | Venezuela | 2015 |
| Torneo Apertura     | Zamora    | Venezuela | 2018 |
| Primera División    | Zamora    | Venezuela | 2018 |